# Economía de Irlanda
La economía de Irlanda es moderna y enfocada al comercio. A partir del año 1985 experimentó un crecimiento espectacular hasta la Gran Recesión de 2008, periodo durante el cual multiplicó su renta per cápita por más de 10, pasando de 6018 a 61 313 dólares, lo que equivale a un crecimiento anual compuesto del 11,1 %. Gracias a ello, Irlanda pasó de ser un país pobre a tener una de las rentas por habitante más altas del mundo y la cuarta de Europa, solo por detrás de Luxemburgo, Noruega y Suiza. En 1988 Irlanda empezó a reducir el tipo del impuesto sobre sociedades, que en ese momento era del 50 %, pasando al 40 % en 1991, 20 % en 2001 y 12,5 % en 2003, cifra que se ha mantenido hasta la actualidad. Esto atrajo a numerosas multinacionales que establecieron su sede allí.

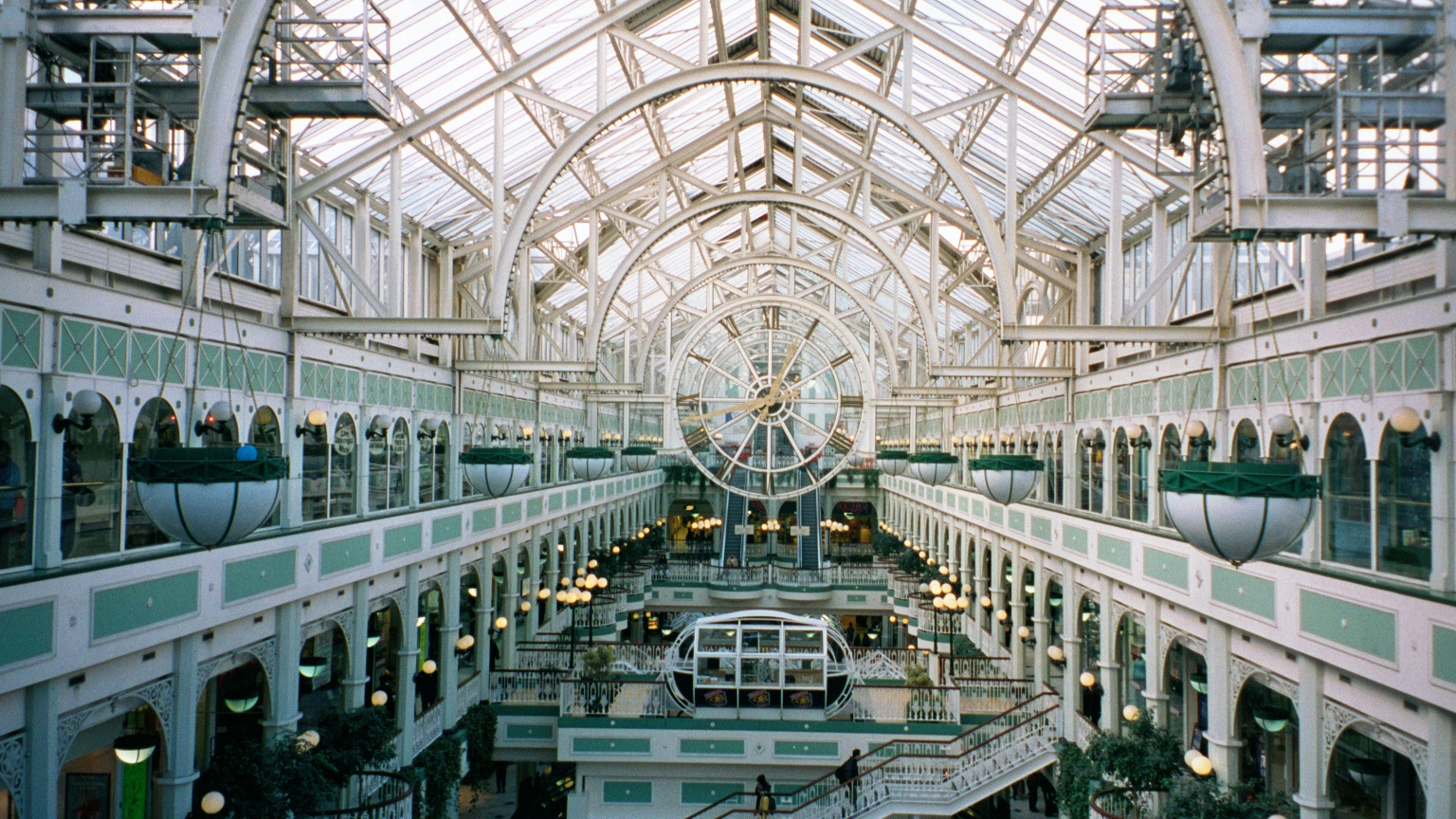
Famoso centro comercial de Stephen's Green, en Dublín.

La agricultura, que alguna vez fue el sector más importante, se encuentra actualmente empequeñecida por la industria, la cual representa un 38 % del PNB, alrededor del 80 % de las exportaciones y emplea a 28 % de la fuerza laboral. A pesar de mantener su robusto crecimiento fundamentalmente a base de exportaciones, la economía está siendo beneficiada también por una subida en el consumo y la recuperación de las inversiones en negocios y la construcción. Irlanda es uno de los mayores exportadores de bienes y servicios relacionados con el software en el mundo. De hecho, mucho software extranjero, y en ocasiones música, se filtra a través de la República para sacar ventaja de una política basada en no cobrar impuestos sobre gabelas y regalías de bienes con copyright.
Durante los años 1990 el gobierno irlandés puso en marcha una serie de programas económicos diseñados para frenar la inflación, aliviar la carga impositiva, reducir el gasto del gobierno como un porcentaje del PNB, incrementar las habilidades de la fuerza laboral a base de formación y promover las inversiones extranjeras. El Estado se unió a la iniciativa del euro en enero de 2001 (abandonando la libra irlandesa) junto con otras diez naciones de la Unión Europea. Este período de elevado crecimiento económico llevó a muchos a bautizar la República el Tigre Celta. La economía sintió el impacto de la desaceleración de la economía global en 2001, particularmente en el sector de exportación de tecnología avanzada, donde la tasa de crecimiento fue reducida prácticamente a la mitad. El crecimiento del PNB permaneció estable y relativamente robusto, con una tasa de alrededor del 6 % en 2001 y 2002, pero se esperaba que esto cayera al 2 % hacia 2003. Desde 2001 el crecimiento del PNB ha sido mucho peor, un tercio menor que el año anterior.
Finalmente la crisis global puso en evidencia la fragilidad de ese milagro, con un saldo desolador: el crecimiento de Irlanda es negativo y el desempleo a fin de 2009 podría llegar al 14 % de la fuerza laboral (4,3 % en 2006). El gobierno ha tenido que garantizar los depósitos bancarios por 105 000 millones de dólares, nacionalizó el Anglo Irish Bank y aprobó un rescate de entidades por unos 7500 millones de dólares. Su déficit fiscal ya supera el 6 % del PBI en 2008 y llegaría al 11 % en 2009. El gobierno quiere reducir el salario de los empleados públicos.
Irlanda ha crecido mucho, económicamente hablando, desde su entrada en la UE y desde la modificación de su régimen impositivo, especialmente de la reducción del impuesto sobre sociedades hasta el 12,5 % actual, pasando de ser uno de los miembros más pobres a ser el segundo más rico (después de Luxemburgo).
Con el estallido de la burbuja inmobiliaria, el déficit presupuestario supera el 30 % en 2010. Los alquileres han aumentado un 65 % desde 2011 como consecuencia de la escasez de viviendas en los centros urbanos
La deuda per cápita de Irlanda en 2016 es la segunda más alta del mundo.

## Comercio exterior
En 2020, el país fue el 31o exportador más grande del mundo (US $ 169.8 mil millones en bienes, 0.9% del total mundial). En la suma de bienes y servicios exportados, alcanza los 502,3 mil millones de dólares y se ubica en el puesto 13 a nivel mundial. En términos de importaciones, en 2020, fue el 33º mayor importador del mundo: 97,9 mil millones de dólares.

## Sector primario

### Agricultura
Irlanda produjo en 2019:
- 1,4 millones de toneladas de cebada;
- 595 mil toneladas de trigo;
- 382 mil toneladas de papa;
- 193 mil toneladas de avena;

Además de pequeñas producciones de otros productos agrícolas.

### Ganadería
En 2019, Irlanda produjo 8.200 millones de litros de leche de vaca (vigésimo mayor productor del mundo), 304.000 toneladas de cerdo, 141.000 toneladas de carne de pollo, 66.000 toneladas de carne de cordero, entre otros.

## Sector secundario

### Industria
El Banco Mundial enumera los principales países productores cada año, según el valor total de la producción. Según la lista de 2019, Irlanda tenía la decimonovena industria más valiosa del mundo ($ 119.8 mil millones).
En 2019, Irlanda no produjo  vehículos y no se encontraba entre los 40 mayores productores de acero del mundo. En 2018, fue el 33º productor mundial de cerveza (basado en cebada) (800 millones de litros) y el sexto productor mundial de mantequilla

### Energía
En energías no renovables, en 2020, el país no produjo petróleo. En 2011, el país consumió 144 mil barriles / día (67 ° consumidor más grande del mundo). El país fue el 52.º mayor importador de petróleo del mundo en 2013 (66,4 mil barriles / día). En 2015, Irlanda fue el 80.º productor mundial de gas natural, con una producción casi nula. En 2015, el país fue el 63.er mayor consumidor de gas (4,3 mil millones de m³ por año) y fue el 31.er mayor importador de gas del mundo en 2010: 5,2 mil millones de m³ por año. El país no produce carbón.
En energías renovables, en 2020, Irlanda fue el vigésimo mayor productor de energía eólica del mundo, con 4,3 GW de potencia instalada, y no produjo energía solar.

## Sector terciario

### Turismo
gamba
En 2017, Irlanda fue el 35 ° país más visitado del mundo, con 10,3 millones de turistas internacionales. Los ingresos por turismo este año fueron de $ 5.6 mil millones.

## Comercio exterior

### Importaciones
Se presentan a continuación las mercancías de mayor peso en las importaciones de Irlanda para el período 2010-hasta abril de 2015. Las cifras exprasadas en 200  expresadas en dólares estadounidenses valor FOB.

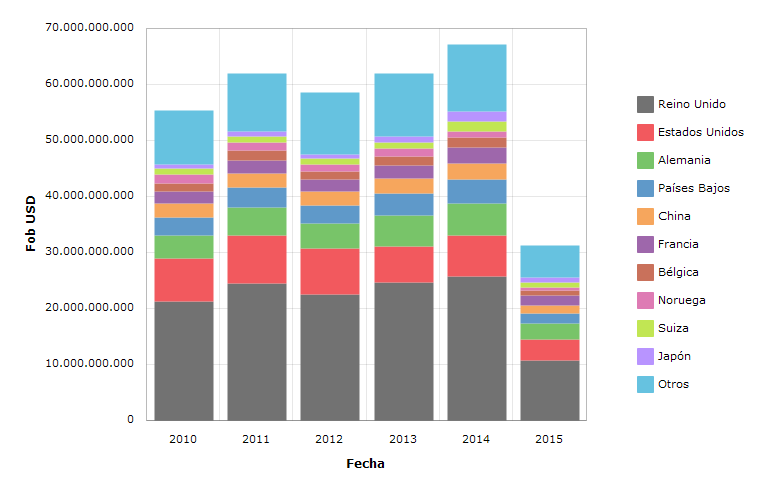
Importaciones de Irlanda del periodo 2010-hasta junio de 2015 expresadas en USD valor FOB. [http://trade.nosis.com/es/Comex/Importacion-Exportacion/Irlanda/Todas-las-posiciones-arancelarias/IE/00 Fuente

| Fecha Mercadería por capítulo arancelario | 2010           | 2011           | 2012           | 2013           | 2014           | enero-abril de 2015 |
| --- | -------------- | -------------- | -------------- | -------------- | -------------- | ------------------- |
| 27 - combustibles minerales, aceites minerales y productos de su destilación; materias bituminosas; ceras minerales                                                                                  | 7.306.403.685  | 9.229.790.544  | 8.192.873.674  | 8.966.238.232  | 8.639.586.993  | 2.088.218.320       |
| 84 - calderas, máquinas, aparatos y artefactos mecánicos; partes de estas máquinas o aparatos | 5.975.959.861  | 6.539.898.564  | 6.556.326.854  | 7.795.466.938  | 9.496.040.793  | 3.055.039.714       |
| 30 - productos farmacéuticos | 3.654.576.831  | 4.949.603.368  | 4.305.619.709  | 4.859.510.941  | 5.101.883.348  | 1.751.360.736       |
| 85 - máquinas, aparatos y material eléctrico, y sus partes | 4.642.757.693  | 4.491.854.504  | 4.155.147.215  | 4.197.551.003  | 4.788.438.715  | 1.426.605.987       |
| 29 - productos químicos orgánicos | 3.491.989.913  | 4.313.623.655  | 4.050.704.867  | 4.254.900.004  | 4.717.049.860  | 1.727.661.602       |
| 87 - vehículos automóviles, tractores, velocípedos y demás vehículos terrestres, sus partes y accesorios                                                                                             | 2.154.204.485  | 2.386.406.041  | 2.213.639.049  | 2.578.761.622  | 3.448.736.931  | 1.353.384.166       |
| 39 - plásticos y sus manufacturas | 2.148.207.534  | 2.466.196.280  | 2.307.931.192  | 2.530.469.039  | 2.754.306.107  | 792.091.316         |
| 90 - instrumentos y aparatos de óptica, fotografía o cinematografía, de medida, control o precisión; instrumentos y aparatos medicoquirurgicos; partes y accesorios de estos instrumentos o aparatos | 2.002.116.563  | 1.985.376.219  | 2.018.977.136  | 2.394.223.794  | 2.685.081.085  | 850.650.557         |
| 88 - aeronaves, vehículos espaciales y sus partes | 3.227.708.753  | 2.888.709.829  | 3.123.290.117  | 1.109.313.356  | 1.040.395.507  | 191.824.842         |
| 33 - aceites esenciales y resinoides; preparaciones de perfumería, de tocador o de cosmética | 993.143.748    | 1.083.848.131  | 1.042.069.146  | 1.146.036.065  | 1.189.358.621  | 350.549.281         |
| Demás capítulos | 19.679.745.608 | 21.548.921.082 | 20.690.314.192 | 22.196.014.479 | 23.287.608.637 | 6.816.208.557       |
| Total | 55.276.814.676 | 61.884.228.217 | 58.656.893.151 | 62.028.485.470 | 67.148.486.597 | 20.403.595.078      |

### Exportaciones
Se presentan a continuación los principales socios comerciales de Irlanda para el periodo 2010-hasta abril de 2015. La mayoría de sus importadores están en Europa salvo Estados Unidos y Japón. Las cifras expresadas son en dólares estadounidenses valor FOB.

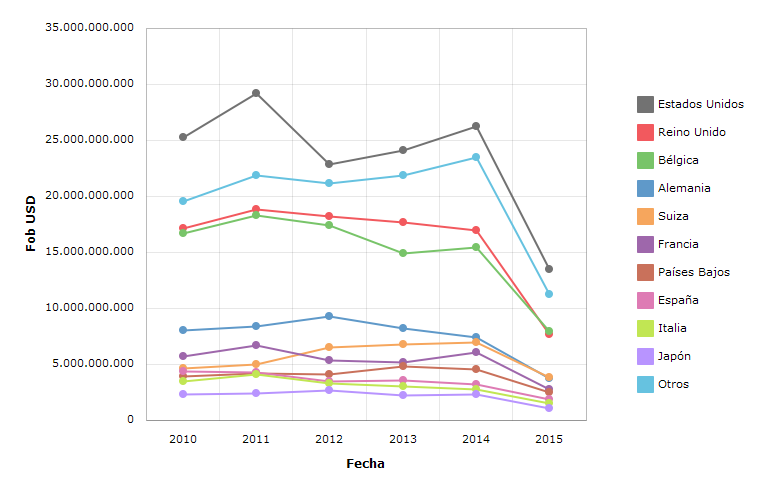
Exportaciones de Irlanda del periodo 2010-hasta junio de 2015 expresadas en USD valor FOB. [http://trade.nosis.com/es/Comex/Importacion-Exportacion/Irlanda/Todas-las-posiciones-arancelarias/IE/00 Fuente

| Fecha País importador | 2010            | 2011            | 2012            | 2013            | 2014            | enero-abril de 2015 |
| --------------------- | --------------- | --------------- | --------------- | --------------- | --------------- | ------------------- |
| Estados Unidos        | 25.301.681.496  | 29.221.298.929  | 22.878.458.470  | 24.132.700.285  | 26.284.977.854  | 8.923.495.169       |
| Reino Unido           | 17.100.633.112  | 18.864.553.977  | 18.193.648.737  | 17.702.109.583  | 16.976.730.751  | 4.948.702.869       |
| Bélgica               | 16.739.944.453  | 18.283.076.258  | 17.376.080.188  | 14.879.802.727  | 15.483.208.651  | 4.898.231.469       |
| Alemania              | 8.021.545.112   | 8.364.925.550   | 9.283.105.518   | 8.252.542.373   | 7.407.550.277   | 2.413.384.406       |
| Suiza                 | 4.649.699.910   | 5.030.416.234   | 6.511.123.277   | 6.810.175.557   | 7.002.774.826   | 2.736.019.611       |
| Francia               | 5.726.838.266   | 6.679.853.437   | 5.385.029.216   | 5.205.484.483   | 6.112.612.942   | 1.812.578.313       |
| Países Bajos          | 3.936.087.419   | 4.187.660.675   | 4.145.328.504   | 4.824.861.194   | 4.514.752.262   | 1.540.042.452       |
| España                | 4.385.178.737   | 4.298.964.463   | 3.457.740.520   | 3.532.360.423   | 3.232.244.197   | 1.116.055.237       |
| Italia                | 3.446.240.192   | 4.135.478.119   | 3.344.943.335   | 3.053.707.303   | 2.777.027.333   | 843.289.839         |
| Japón                 | 2.277.241.292   | 2.392.603.095   | 2.692.129.802   | 2.233.841.721   | 2.312.721.439   | 758.245.411         |
| Resto del mundo       | 19.583.278.769  | 21.831.254.172  | 21.149.219.828  | 21.831.243.273  | 23.520.389.695  | 7.231.647.845       |
| Total                 | 111.168.368.758 | 123.290.084.908 | 114.416.807.395 | 112.458.828.921 | 115.624.990.228 | 37.221.692.621      |